# Теорія модернізації
Теорія модернізації — перехід від традиційного аграрного суспільства до світського, міського й індустріального. Переважною більшістю теоретиків розглядається як соціальний та цивілізаційний процес спрямованого перетворення суспільства, який тривав протягом XVI-ХХ століть.
Традиційними вважається цілий спектр суспільств — від примітивних неписьменних суспільств до племінних федерацій, патримоніальних, феодальних, імперських систем, міст-держав тощо.
Модерними вважаються суспільства, розвиток яких у загальних рисах спирається на науку (перш за все природознавство), техніку, індустрію і демократію.
Згідно з сучасними теоріями модернізації, розвинутою може вважатися та країна, яка має значний рівень індустріалізації, стабільний економічний розвиток, віру суспільства у силу раціонального наукового знання як основу прогресу, високий рівень та якість життя, розвинуті політичні структури, вагому частку середнього класу у структурі населення; суспільства, які не відповідають цим критеріям, належать або до «традиційних», або до «перехідних».
Модернізація тісно пов'язана з капіталізмом, по суті капіталізація і модернізація в західних суспільствах були одним і тим же процесом.

## Значення терміна
Сам термін у перекладі з англійської означає «осучаснення» та передбачає впровадження у суспільство ознак сучасності. П. Штомпка виділяє три значення поняття:
- синонім усіх прогресивних змін, коли суспільство рухається уперед згідно з прийнятою шкалою змін.
- синонім сучасності, коли йдеться про комплекс соціальних, політичних, економічних, культурних й інтелектуальних трансформацій, котрі мали місце на Заході з XVI ст. і досягнули свого апогею у XIX—XX ст..
- зусилля слаборозвинених або відсталих суспільств, спрямовані на те, щоб наздогнати провідні, найрозвиненіші країни[5]

Такими чином, термін модернізація описує велику кількість одночасних змін у різних сферах соціуму.
Проте, існують різні тлумачення модернізації. Одні дослідники розглядають модернізацію як перехід від традиційного суспільства до сучасного; інші вважають модернізацією будь-яке динамічне, свідомо регульоване і якісне покращання в економічній та політичній сферах; інші — розрізняють два модернізаційні переходи: від аграрного до індустріального суспільства і від традиційного до сучасного; ще інші — вважають модернізацію єдиним процесом, який, почавшись чи то революцією у Нідерландах 1580 р., чи то англійською революцією 1642 р., чи навіть французькою революцією 1789 р., досі ще не завершився; дехто — пропонує розглядати модернізаційний процес у кожній країні окремо. Також інколи, в тому числі С. Н. Гавров, говорять про цивілізацію модерну.
Також термін «модернізація» вживається щодо різнорідних соціальних процесів:
- початкове накопичення капіталу у країнах Західної Європи
- промислова революція кінця XVII — початку XIX століть
- соціальні революції
- утвердження демократії і громадянських прав та свобод
- виникнення сучасної машинної промисловості
- перетворення науки і техніки на чинник соціальних змін
- масове переселення із села у місто
- утворення промислової інфраструктури (залізниць, телеграфу, телефону, шосейних і морських шляхів сполучення, авіації та інших комунікацій)
- секуляризація релігії
- становлення масової освіти
- знищення станових привілеїв і досягнення певної соціальної рівності
- поліпшення загального добробуту населення у зв'язку із різким підвищенням продуктивності праці та обсягів виробництва
- зростання вільного часу та ін.[8]

## Складові процесу модернізації
Модернізоване суспільство має комплекс взаємопов'язаних ознак, котрі часто розглядають як окремі процеси економічної, політичної, соціальної та культурної модернізації.
Економічна модернізація передбачає інтенсифікацію процесу економічного відтворення, котра досягається завдяки зростанню спеціалізації та диференціації праці, енергетичного устаткування виробництва, перетворення науки на виробничу (економічну) силу та здійсненню раціонального управління інноваційним розвитком виробництва.
Її складовими є:
- заміна сили людини або тварини неживими джерелами енергії, такими як пар, електрика або атомна енергія, які використовуються у виробництві, розподілі, транспорті та комунікації;
- відділення економічної діяльності від традиціоналістського оточення;
- прогресуюча заміна знарядь праці машинами і складними технологіями;
- зростання у кількісному і якісному відношенні вторинного (промисловість і торгівля) і третинного (обслуговування) секторів економіки при одночасному скороченні первинного (видобуток);
- зростаюча спеціалізація економічних ролей і кластерів економічної діяльності — виробництва, споживання і розподілу;
- забезпечення самопідтримки у зростанні економіки — щонайменше, забезпечення зростання, достатнього для одночасного регулярного розширення виробництва та споживання;
- зростаюча індустріалізація[9].

Модернізація стала чинником створення економічних форм та інститутів, які сприяють розвитку та домінуванню товарно-грошових відносин у виробництві, споживанні та примусі до праці, що призвело до розвитку капіталізму. Це, у свою чергу, спричинило розвиток та поширення ринкових відносин, формування та розвиток національних і транснаціональних ринків. Використання досягнень науки у бізнесі сприяло науково-технічній революції та перетворенню науки на одну з важливих виробничих сил. Економічна модернізація також передбачає постійне вдосконалення методів управління економікою та виробничих технологій, що сприяло появі раціональної бюрократії, менеджменту та економічної науки.
Модернізація нарівні із глобалізацією стала провідним способом поширення капіталізму у світі.
Згідно Людвіга фон Мізеса (1881—1973), економічна наука відіграла головну роль у розвитку капіталізму та промисловій революції: «Те, що зазвичай називають „промисловою революцією“, є продуктом ідеологічної революції, спричиненою вченнями економістів. Економісти розірвали старі кайдани: що є нечесним і несправедливим здолати конкурента, виробляючи товари дешевше і якісніше; не можна відмовлятися від традиційних способів виробництва; машини — зло, тому, що спричинюють безробіття; однією із задач цивільного уряду є не допускати збагачення здібних бізнесменів і захищати менш здібних від конкуренції більш здібних; обмеження свободи підприємців за допомогою державного стримування або примусу зі сторони інших громадських сил є засобом для забезпечення добробуту нації. Британська політична економія і французька фізіократія були локомотивами сучасного капіталізму. Саме вони зробили можливим розвиток прикладних природничих наук на благо широких мас.»
Політична модернізація передбачає створення певних політичних інститутів, які мають сприяти реальній участі населення у владних структурах та впливу народних мас на прийняття конкретних рішень.
Її складові:
- наближення до диференційованої політичної структури з високою спеціалізацією політичних ролей та інститутів;
- еволюція політичної системи у напрямку створення сучасної суверенної держави;
- посилення ролі держави;
- розширення сфери дії та посилення ролі законодавчого поля, що поєднує державу та громадян;
- зростання чисельності громадян (осіб з політичними і громадянськими правами), розширення залучення до політичного життя соціальних груп та індивідів;
- виникнення та зростання політичної бюрократії, перетворення раціональної деперсоніфікованої бюрократичної організації на домінуючу систему управління та контролю;
- ослаблення традиційних еліт та їхньої легітимності, посилення модернізаторських еліт[12].

Політична модернізація розпочалася з появи в Європі перших національних централізованих держав, поглиблення політичної модернізації у Європі та Америці призвело до збільшення кількості централізованих держав, встановлення конституційного ладу, парламентської форми правління, впровадження принципу розділення влади, інституювання політичних партій та рухів, загального виборчого права, становлення правової держави, розвитку демократії та впровадження паритетної демократії. У той же час вона призвела і до регіональної та глобальної експансії централізованих капіталістичних держав, що започаткувало у XVI ст. процес утворення світових колоніальних імперій, та — у XIX ст. Все це сприяло процесу глобалізації.
Соціальна модернізація передбачає формування відкритого суспільства з динамічною соціальною структурою. Таке суспільство виникло і розвивалося на основі ринкових відносин, правової системи, що регулює відносини власників, і демократичної системи, можливо не досить досконалої. Демократія такому соціуму необхідна для того, щоб було можливо швидко вносити зміни у правила гри у мінливій обстановці і стежити за їх виконанням.
Її складові:
- створення суспільства з відкритою стратифікаційною системою та високою мобільністю;
- рольовий характер взаємодії (очікування та поведінка людей зумовлені їх суспільним статусом і соціальними функціями);
- формальна система регулювання відносин (на основі писемного права, законів, положень, договорів);
- складна система соціального управління (відокремлення інституту управління, соціальних органів управління та самоврядування);
- секуляризація релігії (набуття нею світських ознак);
- виокремлення різноманітних соціальних інститутів[3].

Соціальна модернізація сприяла появі ранньомодерних та модерних націй, масового та громадянського суспільства та соціальної держави.
Культурна модернізація передбачає формування високодиференційованої й у той же час уніфікованої культури, що базується на комплексній парадигмі прогресу, удосконалення, ефективності, щастя і природного вираження особистих можливостей і почуттів, а також на розвиткові індивідуалізму.
Її складовими є:
- диференціація головних елементів культурних систем;
- поширення грамотності та світської освіти;
- зростаюча віра у науку і технології;
- створення складної, інтелектуальної та інституціоналізованої системи для підготовки до здійснення спеціалізованих ролей;
- поява нових індивідуальних орієнтацій, звичок, характеристик, що виявляють себе у більшій можливості пристосовуватися до дедалі ширших соціальних горизонтів;
- розширення сфер інтересів;
- усвідомлення того, що винагорода повинна відповідати вкладові індивідуума, а не яким-небудь іншим його особливостям;
- можливість розвивати гнучку інституційну структуру, здатну пристосовуватися до постійно мінливих проблем і потреб[12].

У західних країнах культурна модернізація призвела до Реформації та Контрреформації, важливими етапами культурної модернізації були пізнє Відродження, доба Гуманізму, Просвітництва. Культурна модернізація пов'язана із розвитком сучасної природничої науки (з XVII ст.), гуманітарної науки (XIX-ХХ ст.), появою теорій націоналізму, соціалізму та комунізму. Унаслідок зміни культурної парадигми у XVIII-ХХ ст. мали місце зменшення ролі традиційних цінностей (сім'ї, релігії, моралі), занепад традиційних авторитетів, звільнення сексуальної та ґендерної поведінки від влади традицій (сексуальна революція), поява масової культури та диференціація національних макрокультур на субкультури.

## Етапи розвитку теорії

### Класичні концепції
Класичні праці, що описують модернізацію, належать О. Конту, Г. Спенсеру, К. Марксу, М. Веберу, Е. Дюркгейму и Ф. Тьоннісу.
У більшості класичних концепцій модернізації акцент робиться на формуванні індустріального суспільства, модернізація розглядається як процес, паралельний індустріалізації, перетворення традиційного аграрного суспільства в індустріальне розглядається під кутому зору трансформації системи господарства, технічного озброєння й організації праці.
З таких позицій розрізняють «первинну» та «вторинну» модернізацію.
Під «первинною» модернізацією розуміють процес, здійснений в епоху промислових революцій, — класичний «чистий» тип «модернізації першопрохідників».
Під «вторинною» модернізацією розуміється процес, що супроводжує формування індустріального суспільства у країнах третього світу — вона відбувається за умов наявності зрілих моделей, апробованих у країнах індустріально-ринкового виробництва, і також за можливості прямих контактів з ними — як у торгово-промисловій, так і в культурній сферах. Одним із методологічних обґрунтувань є застосування до теорії вторинної модернізації принципів запропонованої німецькими етнографами концепції культурних кіл, що ґрунтується на ідеї поширення форм культури від центрів культурного синтезу та напластуванню різних культурних кіл, поширених з різних центрів.
Соціологи визнають те, що вирішальним фактором модернізації виступає подолання та заміна традиційних цінностей, що перешкоджають соціальним змінам і економічному росту, на цінності, що мотивують господарюючих суб'єктів на інноваційну діяльність — розробку, створення та поширення нових технологій і генерування нових організаційно-економічних відносин. Причому у більшості західних суспільств індустріалізації передували як зміни у суспільній свідомості, так і зміни в економіці, зокрема розвиток мануфактурного виробництва та формування національних ринків.
Тому серед істориків, соціологів та філософів вже на початку XX ст. поширились концепції, які враховують вплив культурних та ментальних трансформацій. Вони базуються на іншій точці зору, згідно з якою процес модернізації в її західному варіанті розпочинається із трансформації тих чи інших форм суспільної свідомості та культури.
Так, американський соціолог Ч. Г. Кулі описує становлення нетрадиційного суспільства як історичне зрушення від «первинних» до «вторинних груп», критерієм диференціації яких є історично прийнятий ними тип соціалізації особистості: у «первинних групах» соціалізація індивіда протікає у рамках родини (або — ширше — сільської громади), що задає безпосередній психологічний контакт між її членами й конкретну виявність структури відносин між ними; у «вторинних групах» соціалізація відбувається у рамках абстрактно заданої спільності (державної, національної й т. п.), де структура відносин осягається лише умоглядно.
Інші соціологи наголошують на модифікації стилю мислення, що відбувається завдяки «абстрактизації» (Г. Зіммель) або «раціоналізації» (М. Вебер) масової свідомості. Завдяки цьому відбуваються зрушення у системі цінностей — відбувається рух від цінностей колективізму до цінностей індивідуалізму, а основний пафос становлення нетрадиційного суспільства полягає саме в ідеї формування вільної особистості, котра подолала ірраціональність традиційних общинних практик («розчаклунення світу», за М. Вебером) і усвідомила себе як самодостатній вузол раціонально зрозумілих соціальних зв'язків. Ментальність особистості як носія вродженого статусу змінюється на самосвідомість суб'єкта договору, традиційні спадкоємні привілеї — на утвердження рівних громадянських прав, несвобода «генетичних» (родових) характеристик — на волю соціального вибору. Це спричинює внутрішні трансформації у соціумах, що набувають з часом виразу в економічній сфері:
- відбувається утворення на базі місцевих ринків загального безособового ринку (включаючи ринок праці), що розриває замкнутість общинного господарства й розмиває основи традиційного позаекономічного примусу;
- має місце перехід від аристократичного управління соціумами до так званих «диктатур розвитку», автохтонних для суспільства соціальних груп, «піонерів еліти» (М.Вебер), що ініціює перетворення господарського та політичного життя на основі раціональності[15].

М. Вебер також проаналізував взаємозв'язки між панівною системою, державою, капіталістичним економічним розвитком та бюрократією і розкрив роль бюрократії як фактора модернізації та раціоналізації, показав, як бюрократична реформа відіграє роль засобу оновлення держави і політики.
Внаслідок модернізації змінюється соціальний тип особистості — традиційна замінюється сучасною. У традиційному суспільстві, яка показав Е. Дюркгейм, індивід ще не є особою. Він ніби розчинений у первісній спільноті, позбавлений автономності та індивідуальності. Це, зазначав вчений, є механічна солідарність, заснована на структурно-функціональній тотожності людей, однаковості їхніх дій, вірувань і способу життя. У такому контексті модернізацію суспільних відносин він тлумачив як перехід до органічної спільності людей, яка ґрунтується на їх розбіжності, диференціації функцій і пов'язаних з нею діяльності та ціннісних орієнтацій. Внаслідок модернізації відбувається відхід від всеохопної недиференційованої приналежності індивіда до конкретного колективу, заміна безпосередніх стосунків опосередкованими, родинних — нормальними і статуарними, відносин особистої залежності функціональним розподілом праці тощо.

### Некласичні концепції
Однією з теорій, що моделювала соціальні перетворення, викликані модернізацією (насамперед урбанізацією, розвитком ЗМІ, загальною освітою, демократизацією політики тощо), стала розроблювана у 1920-60-ті рр. теорія масового суспільства. Її прихильники вважали, що особливістю масового суспільства, котре формується унаслідок модернізації, є розрив соціальних зв'язків, відособленість окремих індивідів, відсутність у них індивідуальності, стійких і загальнозначущих моральних цінностей. Безперервні вертикальні і горизонтальні переміщення великих груп людей, характерні для індустріального суспільства, руйнують рівень сусідського, професійного, релігійного спілкування, спілкування у «своєму колі», і основним рівнем спілкування стає сім'я. Тому відбувається уніфікація одягу, смаків, інтересів, побуту і соціального життя. Потреба у самоствердженні переноситься на національно-державний рівень, на рівень усього суспільства, політичні інтереси набувають особистісного, персонально значущого характеру.
На погляд Х. Ортеги-і-Гассета, у першій половині XX ст. у більшості країн Європи громадська влада опинилася під контролем широких мас. Відбулося відтісняння аристократії «сукупністю осіб, які не виділені нічим». Виник «тип людини, яка не бажає визнавати, ні доводити правоту, а має намір всього-на-всього нав'язати свою волю». Характерною суспільною ознакою стало плебейство і гніт маси навіть у традиційно елітарних колах, поширення поверховості та несмаку у мистецтві, вульгарності у повсякденному житті. Маси, досягнувши порівняно високого життєвого рівня, «вийшли з покори», проникли у всі сфери суспільства та замістили собою елітарні кола. Це призвело не тільки до зниження якості культури, але і, подекуди, до формування авторитарних та напівавторитарних політичних режимів (зокрема більшовицького, фашистських, нацистського та японського мілітаристського), котрі стали результатом «політичного диктату мас» і були орієнтовані на відмову від свободи. Це призвело до небезпеки «повного одержавлення життя, експансії влади, поглинання державою будь-якої соціальної самостійності». Людину маси змушують жити задля державної машини. Подібну трансформацію філософ і назвав «повстанням мас».

### Розвиток сучасних концепцій

#### 1-й етап
Сучасна концепція «модернізації» була сформульована у середині XX ст. у часи розпаду європейських колоніальних імперій та появи великої кількості нових держав.
З середини XX ст. відбувалося переосмислення ролі західних держав та країн третього світу у модернізації. Поширені у 40-60-ті рр. теорії однозначно визнавали еталонними для модернізації інших країн найрозвиненіші — західні. Під модернізацією розумівся процес витіснення традиції сучасністю або висхідний розвиток від традиційного суспільства до сучасного. При цьому традиція як правило визнавалась такою, що гальмує соціальний прогрес, і яку необхідно подолати і зламати. Розвиток усіх країн і народів розглядався з універсалістських позицій — він мав відбуватись в одному напрямку, мати одні і ті ж самі стадії та закономірності. Визнавалась наявність національних особливостей модернізації, проте вважалось, що вони мають другорядне значення.

#### 2-й етап
Другий етап (70-80-ті рр.) відзначився критикою та переоцінкою ідей першого — акцент робився на науково-технічній революції, визнається, що сучасні суспільства можуть включати чимало традиційних елементів, визнається, що модернізація спроможна посилювати традицію (С. Гантінгтон, З. Бауман). Концепції модернізації були визнані як альтернатива комуністичним теоріям трансформації (С. Гантінгтон, Д. Ептер тощо).
Деякими дослідниками особлива увага стала приділятися проблемі «стабільності» політичного розвитку як передумові для соціально-економічного прогресу. З однієї точки зору, умовою успішності модернізації є забезпечення стабільності і порядку завдяки діалогу між елітою та масами. Але, наприклад, С. Гантінгтон вважав, що головною проблемою модернізації є конфлікт між мобілізованістю населення, його прилученістю до політичного життя, та наявними інститутами, структурами і механізмами артикулювання й агрегування його інтересів. Між іншим, він показав, що на стадії змін тільки жорсткий авторитарний режим, здатний контролювати порядок, може й акумулювати необхідні ресурси для трансформації та забезпечити перехід до ринку й національну єдність.

#### 3-й етап
З кінця 80-х рр. XX ст. — на третьому етапі розвитку теорії модернізації визнають можливість національних проектів модернізації, що здійснюються на основі накопичення технологічно та соціально передових досвідів та впровадження їх у гармонічному сполученні з історичними традиціями та традиційними цінностями незахідних суспільств (А. Абдель-Малек, А. Турен, Ш. Ейзенштадт). При цьому визнається, що модернізації можуть здійснюватися без нав'язування західного досвіду, а порушення рівноваги між сучасністю та традиційністю призводить до гострих суспільних конфліктів та невдач модернізації.
Суть подолання традицій вбачається тепер не у тому, що вони принципово відкидаються, а у тому, що у деяких ситуаціях, котрих із часом стає дедалі більше, соціальними регуляторами виступають не традиційні жорсткі соціальні норми та моделі поведінки, зумовлені релігією або общинними прецедентами, але спричинені нормами індивідуального вибору, а також особистими цінностями та перевагами. І ці ситуації у процесі модернізації дедалі більше зі сфер виробництва переміщуються у повсякденне життя, чому сприяє освіченість, інформованість та зміна цінностей у суспільстві.
Визнається, що існують негативні ефекти модернізації — знищення традиційних інститутів та життєвих укладів, котре часто призводить до соціальної дезорганізації, хаосу та аномії, зростання девіантної поведінки та злочинності. Подекуди це призводить до затяжної кризи соціальної системи, у стані якої суспільство не може навіть контролювати процес накопичення відхилень.
Як засоби для подолання негативних наслідків модернізації вводиться поняття «контрмодернізації», чи, більш вдало, «альтернативної модернізації» як варіанту модернізації, здійснюваного незахідним шляхом, а також «антимодернізації» як відкритої протидії модернізації. Відбувається відмова від європоцентризму у тлумаченні модернізації, ретельно аналізується досвід «модернізації без вестернізації», як це мало місце, зокрема, в Японії, де модернізація здійснювалась на ґрунті національної культури.
Колишня радянська модернізація певною мірою визнається альтернативною формою модернізації, і особливі випадки Китаю й ісламського фундаменталізму являють собою сучасні форми альтернатив модернізації, демократичній та ринковій трансформації. Більше того, відбуваються дискусії щодо наявності особливого азійського шляху модернізації, котрий не тільки рівноцінний західному, але і буде визначати майбутнє століття.
Внаслідок цього відбувається поступове подолання європоцентризму, вестернізації, визнання як самоцінних незахідних цивілізацій і врахування самобутньої культури традиційних соціумів. Тому визнаються дискусійними найсприятливіші шляхи модернізації як на Сході, так і на Заході, зокрема: які потрібно встановити пріоритети, чи надати перевагу економічному, чи демократичному розвиткові, іншими словами — чи економічний розвиток є передумовою для сьогоднішніх демократичних процесів, чи, навпаки, передумовою для економічного піднесення є політична демократизація?
Але така увага має і великі методологічні наслідки для концепції: сам процес модернізації вже не розглядається як лінійний і детермінований. Тепер визнається, що оскільки національні традиції визначають характер модернізаційного процесу і виступають його стабілізуючими чинниками, то може мати місце певна кількість варіантів модернізації, яка розглядається як розгалужений, варіативний процес.
Наслідування передових країн вже не розглядається як буквальне і визнається лише у досить широких формах — по-перше, через об'єктивну неможливість перескочити країнами, що модернізуються, певні фази історичного розвитку — наприклад, первісного нагромадження засобів дії — капіталів, наукових знань і технологій, здійснення модернізаційних ринкових реформ тощо, по-друге, заради економії ресурсів — настільки, наскільки ситуації у країнах, що модернізуються, є схожими з уже модернізованими. З іншого боку, як зазначав Р. Мертон, системне наслідування не є обов'язковим і навіть можливим. Власне, будь-яка країна, що модернізується, здійснює трансформацію, змушує новий елемент, який потрапив у її середовище, діяти за власними, тільки їй властивими, правилами і законами. Якщо цього не відбудеться, то країна-реципієнт вступає у смугу внутрішнього напруження, соціальної аритмії; робить помилки, зазнаючи структурних та функціональних втрат.
Також вивчається модернізація особистості. На підставі соціологічних досліджень побудовано аналітичну модель сучасної особистості, яка має такі якості:
- відкритість до експериментування, інновацій та змін;
- готовність до плюралізму думок та схвалення такого плюралізму;
- орієнтація на сучасність та майбутнє, а не на минуле;
- економія часу, пунктуальність;
- переконаність у здатності організувати життя так, щоб долати створювані нею перепони;
- планування майбутніх дій для досягнення передбачуваних цілей як у суспільному, так і в особистому житті;
- віра в урегульованість і передбачуваність соціального життя та можливість розраховувати дії завдяки відомим економічним законам, торговельним правилам та урядовій політиці;
- почуття справедливості розподілу — винагорода по можливості залежить від майстерності та вкладу;
- висока цінність формальної освіти;
- повага до достоїнства інших незалежно від їхнього статусу, обсягу влади тощо[20].

Відмічається конвергенція соціалізму та капіталізму: країни з ринковою економікою дедалі більше використовують методи та засоби державного планування та програмування, у той же час там, де соціалістичні режими збереглися, найстійкіші з них використовують ринкові механізми та канали інтеграції у світовий ринок.
Запропоновані теорії неомодернізації, коли модернізація розглядається лише як процес узаконення деяких інституцій та загальнолюдських цінностей, як то: демократії, ринку, освіти, розумного адміністрування, самодисципліни, трудової етики та деяких інших. Цим фактично знімається протиставлення модернізації та традиціоналізму — визнається, що більшість традицій є варіантами певних загальнолюдських цінностей. Деякі дослідники заперечують обов'язковість для модернізації навіть демократії.
Згідно з теорією «неомодернізму» такі інституційні структури, як демократія, закон та ринок, є функціонально необхідними, проте вони не є історично неминучими або лінійно обов'язковими результатами, хоча і змушують загальний вектор змін наближуватись до спільних модернізаційних орієнтирів. У той же час історична та культурна специфіка кожної країни дозволяє створювати власний модернізаційний проект.
Розробляються теорії екологічної модернізації — прискорення нарівні з соціальними процесами екологічних.
Нарешті, сучасні процеси у соціумах розвинених країн часто позначаються як постмодернізація — формування нового типу суспільства, що має іншу матеріальну базу і навіть інші ментальні характеристики, ніж модерне. Таке суспільство називають постіндустріальним, інформаційним, технотронним, постмодерним. Постмодернізація розвинених суспільств передбачає відмову від акценту на економічну ефективність, бюрократичні структури влади, науковий раціоналізм, що були характерні для модернізації, і знаменує перехід до гуманнішого суспільства, де більший простір надається самостійності, різноманіттю та самовиразу особистості. Е. Гідденс, зокрема, вважав сучасну епоху все ще модерном, але радикалізованим, і вважав, що епоха постмодерну ще має настати.

#### Українські дослідження
Необхідність осмислення нинішнього стану розвитку українського суспільства спонукає українських вчених до розгляду окремих аспектів теорії модернізації та застосування її методологічного арсеналу з метою осягнення різних феноменів суспільно-політичної практики. У такому сенсі до проблеми модернізації звертаються: В. Авер'янов, В. Андрущенко, В. Бабкін, О. Бабкіна, В. Барков, В. Бебик, В. Воронкова, Є. Головаха, Н.Гражевська, В. Журавський, А. Заєць, Б. Канцелярук, В. Кремень, І. Кресіна, Є. Кубко, А. Лузан, О. Лазоренко, С. Макєєв, М. Михальченко, М. Мокляк, С. Наумкіна, В. Пазенок, Ю. Пахомов, Т. Перглер, М. Попович, О. Пухкал, Ю. Римаренко, А. Романюк, С. Рябов, Ф. Рудич, В. Сіренко, В. Табачковський, В. Танчер, В. Ткаченко, М. Томенко, В. Храмов, В. Цвєтков, М. Шаповаленко, М. Шульга, Г. Щедрова, В. Якушик та ін.
Зокрема, М. Михальченко тлумачить модернізацію як синонім усіх процесів удосконалення суспільств. Вона розглядається ним як творчо-перетворююча функція розвитку, що є необхідною умовою соціального існування. За припинення модернізації суспільство занепадає і зникає. В. Горбатенком систематизовано здобутки теорії модернізації і сформульовано основні параметри реформування українського суспільства з точки зору сучасних цивілізаційних процесів.. Порівняння процесів модернізації Польщі та України здійснила Г. Зеленько.
Павло Кутуєв запропонував авторську типологію стадій розвитку дослідницької програми модернізації, яку поділив на першу (оптимістичну) та другу (скептично-песимістичну) фази, а порівнявши дослідницькі програми модернізації та світ-системного аналізу, показав, що першій течії притаманний елітизм, натомість другій — міфологізація ролі народних мас в історії.

## Типи модернізації
Розрізняють два типи модернізації — органічну та неорганічну.
Первинна, органічна модернізація відбувалася у тих країнах, що були новаторами на цьому шляху, і розгорталась завдяки внутрішнім чинникам, зокрема, докорінним змінам у сфері культури, ментальності, світогляду. Її становлення пов'язують з появою національних централізованих держав, зародженням кооперації та мануфактури, формуванням ранньомодерних націй, а піднесення — з першою промисловою революцією, руйнуванням традиційних спадкових привілеїв та впровадженням рівних громадянських прав, демократизацією, становленням національних суверенних держав тощо.
Вторинна, неорганічна модернізація відбувається як відповідь на зовнішній виклик з боку більш розвинутих країн і здійснюється переважно під впливом запозичення чужих технологій та форм організації виробництва і суспільства, запрошення фахівців, навчання кадрів за кордоном, залучення інвестицій тощо. Її основний механізм — імітаційні процеси. Розпочинається ж вона не у сфері культури, а в економіці та/або політиці і в останньому випадку визначається як наздоганяльна модернізація або «модернізація з запізненням». Згідно з Ш. Ейзенштадтом, така модернізація являє собою своєрідний «виклик», на котрий кожне суспільство дає свій «відгук» відповідно до принципів, структур та символів, закладених у здобутках його тривалого розвитку. Тому її підсумком є не обов'язково засвоєння соціальних досягнень Заходу, але сукупність якісних змін традиційного суспільства, тією чи іншою мірою адаптованих до мануфактурного або індустріального виробництва.
Найчастіше термін «наздогоняюча модернізація» вживається щодо колишніх колоній і напівколоній після здобуття ними політичної незалежності. Традиційно передбачалося, що розвинені промислові країни вже апробували певну модель переходу від традиційного до сучасного суспільства. Це, у свою чергу, перетворювало модернізацію на різновид глобалізації — себто взаємодії цивілізацій, за якої можна виділити «передові» чи «прогресивні» суспільства, та ті, хто їх наслідує. У новітніх концепціях світу такого наслідування вже не розглядається як повне копіювання досвіду Заходу, але визначається здійсненням ряду обов'язкових заходів при збереженні вагомої національної специфіки.
Зазвичай наздоганяльна модернізація створює острови, анклави сучасного життя, наприклад великі міста, подібні до Сан-Паулу й Ріо-де-Жанейро у Бразилії, Москви та Санкт-Петербургу у Росії, суттєво відрізняються від провінції і способом життя, і станом свідомості. Така анклавна модернізація, ламаючи традицію, ставить суспільство перед відсутністю духовної перспективи. Вона створює очевидну нерівність, обіцяючи рівні шанси (чого не робило традиційне суспільство), але оскільки реально ці шанси не для всіх, зростає соціальне невдоволення, котре стимулює прихильність широких провінційних мас до альтернативної ідеології — до комунізму у Росії, до фундаменталізму у Туреччині, а у Мексиці та деяких інших країнах — до повстання селян та традиціоналізму.
Проблеми країн, які стали на шлях самостійного розвитку, полягають у тому, щоб ефективніше, економніше і раціональніше застосувати модернізаційну модель, перенести її на національний ґрунт за рахунок поєднання власних традицій та ресурсів і певної зовнішньої допомоги. Тепер «еталонний» підхід до модернізації витіснено поглядами на модернізацію як національний проект, що здійснюється країнами заради зменшення нерівномірності рівнів розвитку і як засіб подолання колоніального стану.
Інша типологія визнає наявність трьох типів модернізації:
- ендогенна, котра здійснювалася країнами на власній основі (Європа, США тощо);
- ендогенно-екзогенна, що здійснюється країнами на власній основі, нарівні як і на основі запозичень (Росія, Туреччина, Греція і т. д.);
- екзогенна (в її імітаційних, імітаційно-симуляційних й симуляційних варіантах), що здійснюється на основі запозичень при відсутності власного підґрунтя[33].

Екзогенна характерна для більшості колишніх колоній, у той час як ендогенно-екзогенна відбувається переважно у поясі країн, що оточують західні.

## Етапи модернізації західних країн
Для європейських країн (які зазнали переважно органічної модернізації) виділяють такі фази модернізації: Доіндустріальна (XVI — сер. XVIII ст.) — епоха, в якій поширилися основні елементи модерну, як то «дух капіталізму», підприємництво, раціональна наука, перші технічні винаходи тощо.
Індустріалізація, яка почалася з промислового перевороту др. пол. XVIII ст. в Англії, яка охопила на поч. XIX ст. і інші країни Європи, і створила самі основи нового індустріального суспільства, вона закінчилася у більшості європейських країн та США до кінця XIX століття.
Пізньоіндустріальна, що відбувалася у першій половині — середині XX століття і створила нове — масове суспільство.
Масове суспільство розквітло у західних країнах у 20-30-ті рр. XX ст. Його економічний зміст: укрупнення і стандартизація виробництва та стандартизація споживання з широким застосуванням конвеєрного виробництва; соціальний — зростання інтегрованості, зв'язності суспільства; політичний — зацікавленість широких верств населення у політичному процесі, проте небажання грати за ліберальними правилами, а також зміна пріоритетів міжнародної політики, забуття легітимних принципів, врешті — зміна характеру війни — тепер війни позиційної і масової; культурний — міфологізація науки, криза гуманізму, виникнення непримиренних протиріч між особистим і розумним.
Окремо виділяють постіндустріальну фазу модернізації, що розпочалася з 60-х рр. XX ст. і триває дотепер.. У цей час була здійснена критика модерну та з'явилися нові ознаки — постмодерну. Також її рисами визнають становлення змішаної економіки та соціальної держави.
Оскільки такий процес подекуди має інші тенденції, ніж процес, модернізації, говорять про перспективу становлення принципово нового суспільства — постіндустріального, інформаційного або постекономічного.

## Етапи модернізації українського соціуму
Модернізація в історії України мала неорганічний характер.
У політичному плані Україна спочатку була частиною Польщі та Литви, потім — Речі Посполитої. Провідним суб'єктом модернізації у цей час були литовська і польська шляхта, котра впровадила фільварки — багатогалузеві господарчі комплекси, зовні орієнтовані на товарно-грошові відносини, що існували головно на підставі великого землеволодіння та щотижневої панщини залежних селян. Інколи у них були наявні мануфактури, та на них також працювали переважно кріпаки. За внутрішнім потенціалом кріпацько-шляхетська модернізація була феодальним явищем. Пізніше ініціативу модернізації українського суспільства перейняло козацтво, а потім — російський уряд.
Зі включенням України до складу Російської імперії, а особливо після 1708 р., процеси модернізації в Україні тісно пов'язані з відповідними процесами у цій імперії. Російські дослідники В. Алексєєв та І. Побережніков пишуть про «феодальну» модернізацію, коли «широко використовуються позаекономічний примус для мобілізації трудових ресурсів, феодальні привілеї і монополії — для забезпечення економічної еліти необхідними виробничими ресурсами». Фільваркова та російська імперська модернізації є різновидами феодальної модернізації. Крім того, зазначені автори визначають її як доіндустріальну модернізацію, відповідно, а з середини XIX і до початку XX століть, як вони показують, відбувалась ранньоіндустріальна модернізація (тобто капіталістична). Також російські дослідники визначають її як автократично-буржуазну.
В. Головко виділяє такі етапи модернізації України:
1. Периферійна модернізація: магнатсько-колонізаційна (середина XVI — середина XVII століття).
2. Постпериферійна модернізація: козацько-колонізаційна (1648—1698 роки).
3. Імперська модернізація І: старшинсько-кріпосницька (1698—1775 роки).
4. Імперська модернізація ІІ: бюрократично-кріпосницька (1775—1861 роки).
5. Імперська модернізація ІІІ: бюрократично-підприємницько-капіталістична (1861—1917 роки).
6. Радянська модернізація: бюрократично-соціалістична (1917—1991 роки).
7. Пострадянська модернізація: бюрократично-капіталістична (після 1991 року)[40].

Деякі дослідники, зокрема Михайло Мінаков, стверджують, що у пострадянський період в Україні, як і загалом на пострадянському просторі, відбувалися процеси демодернізації.